# Noël Duvivier
Noël Duvivier, né à Carnières le 23 décembre 1912 et mort le 28 mai 1981, est un homme politique belge.

## Fonctions et mandats
- Membre de la Chambre des représentants de Belgique : 1954-1965
- Bourgmestre de Carnières
- Membre du Sénat belge : 1968-1971

## Sources
- Paul VAN MOLLE, Het Belgisch Parlement, 1894-1972, Antwerpen, 1972.

- Ressource relative à la vie publique :   - Maitron